# Eberhard II. Ebersberški
Eberhard II. Ebersberški, kranjski plemič, * okoli 995, † po 1040. 
Erhard II. izvira iz družine grofov Ebersberških. Bil je mejni grof Kranjske in advokat samostana Ebersberg in samostana Geisenfeld.

## Življenje
Eberhard II. je bil drugi in najmlajši sin grofa Ulrika Ebersberškega in Rihardis Viehbaške († 23. april 1013), hčerke Markvarta II. Viehbaškega.  
Eberhard II. se je odločil deliti družinsko premoženje z bratom Adalberom II., ga prenesti na fundacije in tako omogočiti gradnjo cerkev. Z bratom sta leta 1037 obnovila samostan Ebersberg, istega leta je Eberhard II. ustanovil samostan Geisenfeld in postal advokat obeh samostanov.   Leta 1040 je ustanovitev potrdil Henrik III.
Poročen je bil z Adelheid Saško († 6. februar 1037); zakon je ostal brez odraslih otrok.  Ker so otroci (omenjajo se trije sinovi) zgodaj umrli, sta se zakonca odločila, da svoje premoženje podarita duhovni ustanovi in omogočita, da se samostan zgradi in opremi »v hvalo in čast imena Božjega in Marije Matere Božje in svetnikov.«
Novi viri pripisujejo Eberhardu II. dva sinova: 
- Ulrik Ebersberški, bozenski grof: prednik grofov Eppan
- Altemar Ebersberški

Bil je podpornik cesarstva in je bil v dokumentih pogosto imenovan kot priča.  
Leta 1040 je v dokumentu omenjeno, da je ena posest kralja Henrika III. prenesena na škofijo Brixen v Kranjski marki (marchii Creina), ki se nahaja v grofiji mejnega grofa Eberharda (comitatu Eberhardi marchionis). Eberhardu je uspelo utrditi ali razširiti očetov položaj na jugovzhodu cesarstva. Mejna grofija je lahko celo prešla preko Hadamut, Eberhardove nečakinje, na njenega sina Ulrika I. Weimar-Orlamündskega. Hadamutova mati in Eberhardova sestra Wilibirg je bila poročena s furlanskim grofom Werigantom, ki se leta 1027 pojavlja tudi kot comes Wezelinus advocatus ducis Adelperonis .
- Datuma smrti ni mogoče natančno določiti. Podani so naslednji datumi: 24. julij 1040, 1041, 1044, 1045 ali 1065.
- V enem viru je Eberhard II opredeljen tudi kot grof Murach, Murau ali Mureck, ki mu pripisujejo tudi ustanovitev samostana Geisenfeld.